# Bucculatrix ulocarena
Bucculatrix ulocarena är en fjärilsart som beskrevs av Turner 1923. Bucculatrix ulocarena ingår i släktet Bucculatrix och familjen kronmalar. Inga underarter finns listade i Catalogue of Life.